# Анджей Баргель
Анджей Міхал Баргель (пол. Andrzej Michał Bargiel; нар. 18 квітня 1988, Лентовня, Малопольське воєводство, Польща) — польський скі-альпініст, беккантрі — гірськолижник, гірський бігун, виступає за клуб . Володар титулу « Сніговий барс» і рекордсмен по його отриманню (29 днів 17 годин 5 хвилин на 5 сходжень), рекордсмен Ельбруської гонки (2010, екстремальний маршрут, 3:23:27). У вересні 2014 року встановив рекорд по сходженню на Манаслу (14 годин 5 хвилин), також є рекордсменом по сходженню і спуску (21-а година 14 хвилин).

## Життєпис
Проживає в Закопаному. Підіймається на гори в спортивному стилі без використання кисневих балонів. У липні 2018 року підкорив Чогорі, першим спустившись з вершини на лижах. У лютому 2019 року був визнаний кращим «любителем пригод» минулого року за версією National Geographic Channel (американський канал Національного географічного товариства).

## Досягнення і результати
2007
Чемпіон Польщі серед юніорів.
2009
Брав участь в чемпіонаті Європи з альпінізму в італійському Тамбре (лютий), зайняв 8-е місце в естафеті (Шимон Захвея, Яцек Жебрацький, Маріуш Варгоцький).
2010
Учасник кількох змагань
- На змаганні Pierra Menta у французькому Бофор-сюр-Дорон разом зі словаком Петером Святоянським зайняв 9-е місце.
- На змаганні Patrouille des Glaciers в швейцарському Вале зайняв 10-е місце разом з Яцеком Жілкой-Жебрацьким і Маріушом Варгоцьким[5].
- На Ельбруській гонці подолав екстремальний маршрут за 3:23:37 (старт на висоті 2400 м, фініш на висоті 3242 м) і побив рекорд Дениса Урубко від 2006 року (3:55:59)[6].

2013
2 жовтня 2013 року піднявся на вершину Шишабангма і спустився з неї на лижах. На все йому знадобилося 32 години: 30 годин на підйом (з 5 ранку 1 жовтня 2013 року до 13 години 2 жовтня 2013 року) і 2 години на спуск до бази.
2014
25 вересня 2014 року Баргель підкорив восьмитисячник Манаслу по стандартному маршруту з базового табору за 14 годин і 5 хвилин, потім спустився на лижах і завершив маршрут за 21 годину 14 хвилин: і підйом, і спуск з урахуванням підйому стали рекордними.
2015
25 липня 2015 року Баргель піднявся на восьмитисячник Броуд-Пік і вперше в історії спустився з нього на гірських лижах.
2016
У 2016 році Баргель завоював звання «Сніжний барс» за підкорення п'яти вершин, яке почав 15 липня.
- 16 липня — Пік Абу Алі ібн Сіни. Сходження з просунутого табору на висоті 4400 м до вершини за 13 годин 30 хвилин, спуск на лижах до табору за 2 години.
- 25 липня — Пік Корженевської. Сходження з Москвинського табору на висоті 4350 м до вершини за 8 годин 40 хвилин, спуск на лижах по сніжній стежці і повернення в табір.
- 2 серпня — Пік Ісмаїла Самані. Сходження з Москвинськими табору на висоті 4350 м до вершини за 14 годин 25 хвилин, спуск на лижах по сніжній стежці і повернення в табір.
- 10 серпня — Хан-Тенгрі. Сходження з Південно-Інильчекського табору на висоті 4070 м до вершини за 8 годин 17 хвилин, спуск на лижах з висоти близько 6300 м.
- 14 серпня — Пік Перемоги. Сходження о 12:35, спуск на лижах.

2017
21 травня 2017 року піднявся на Егюій-дю-Міді, Шпиль Півдня і спустився на лижах по північному схилу коридором Маллорі.
2018
22 липня 2018 року відразу спустився на лижах з Чогорі (К2) в базовий табір, не знімаючи лижі.

## Нагороди
- 6 листопада 2015 року за заслуги у розвитку польського гірськолижного туризму та за просування імені Польщі у світі йому було присвоєно Золотий хрест за заслуги[15].
- у травні 2016 року на змаганнях «Мандрівники», що щорічно організовується польським відділенням журналу «Національний географічний мандрівник», його назвали Людиною року 2015.
- Він також отримав Колоса за 2016 рік у категорії альпінізму за підкорення Сніжного Леопарда в рекордні терміни.
- Він зайняв 8 місце у плебісциті Sports Review як найкращий спортсмен 2018 року[16].
- У січні 2019 року він був удостоєний нагороди National Geographic's Adventurer за 2019 рік від журналу National Geographic.